# オリオ
オリオ（Orio）は、スペイン・バスク州ギプスコア県のムニシピオ（基礎自治体）。ウロラ＝コスタ郡に属している。オリア川がビスケー湾のカンタブリア海に注ぐ河口から1.5kmの距離にある漁村である。2017年の人口は5,857人。

## 地理
面積は9.81km2であり、2017年の人口は5,857人である。人口のうち約4,000人は中心市街地に居住しているコンパクトな町である。自治体の最高峰は標高362mのククアリ山である。
南や西はアイアと接しており、東はウスルビルやサン・セバスティアンと接しており、北はビスケー湾である。西3kmにサラウツがあり、東10㎞にラサルテ＝オリアがある。ギプスコア県の県都サン・セバスティアンまでの距離は15㎞。バスク鉄道海岸線の沿線にあリ、東側のサラウツやスマイアなどと、西側のラサルテ＝オリアやサン・セバスティアンなどと鉄道路線で結ばれている。道路交通ではA-8号線がバスク鉄道と並行しており、サン・セバスティアン都市圏と結ばれている。

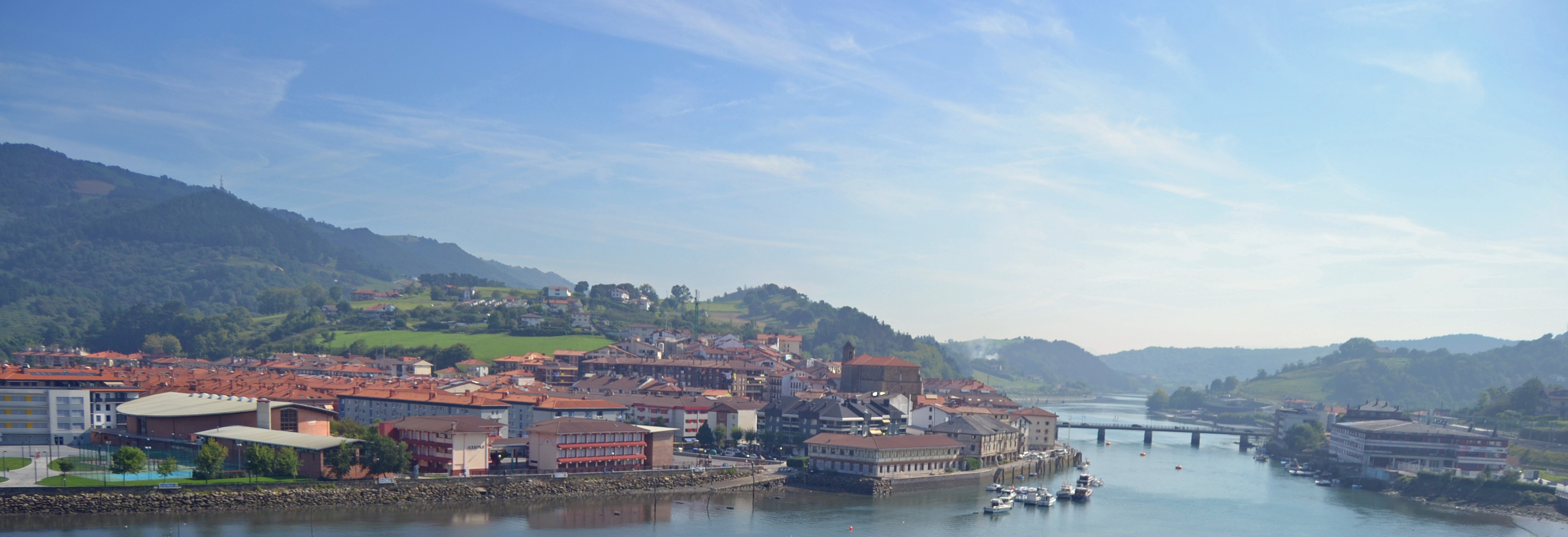
オリオの町とオリア川

## 歴史
バスク人による捕鯨の歴史においてタイセイヨウセミクジラが最後に漁獲されたのは1901年のことであり、オリオでは5年ごとにこれを象徴する祭礼が開催されている。この年の最後の捕鯨については、シンガーソングライターのベニート・レルチュンディも歌っている。

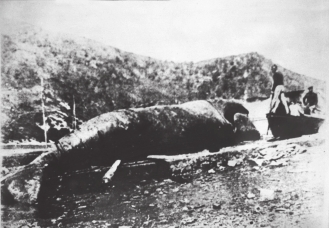
最後のセミクジラ捕鯨

1980年7月13日にはオリオ近郊の軍需工場で、テロ組織バスク祖国と自由(ETA)が治安警察隊員に銃撃・手榴弾攻撃を行う事件が発生した。この事件では2人の治安警察隊員が死亡、3人が負傷したほか、バスク祖国と自由の活動家2人も死亡した。1980年はバスク祖国と自由による犠牲者がもっとも多かった年であり、バスク地方では8月20日にビスカヤ県マルキナ＝シェメインで4人の治安警察隊員が殺害される事件などが起こっている。

## 文化

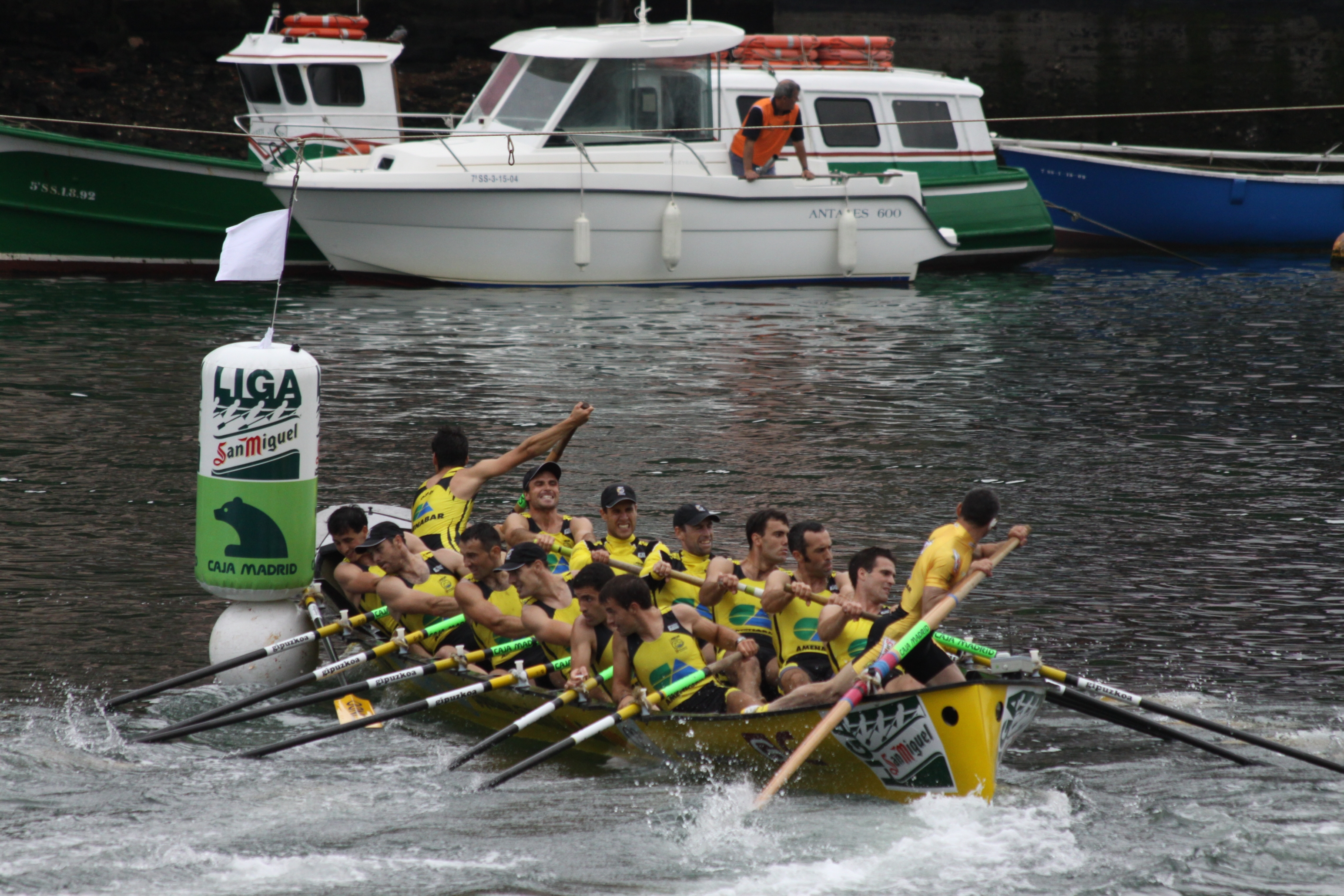
トライネラのオリンピコ・オリオ

伝統的に漁業が主幹産業であるが、観光業の発展により漁業は重要性を失った。町とビスケー湾との間にあるかつての沼地には、ホテルや別荘やキャンプ場などが建設されている。
ビスケー湾岸における伝統的ボートであるトライネラは今日でも活発であり、クルブ・レモ・オリンピコ・オリオが活動している。オリンピコ・オリオはスペイン国内選手権で15回優勝した強豪であり、黄色の船舶に乗船する。オリオのクラブは遅くとも1879年から活動しており、1965年6月に正式に設立された。

## 人口
| オリオの人口推移 1900－2011                             |
|                                                         |
| 出典:INE（スペイン国立統計局）1900年 - 1991年、1996年 - |

## 出身者
- ホセ・マリア・レルチュンディ（スペイン語版）(1836-1896) : 修道士。
- フアン・サラグエタ（スペイン語版）(1883-1974) : 司祭・哲学者。
- ホルヘ・オテイサ(1908-2003) : 彫刻家。
- ベニート・レルチュンディ（スペイン語版）(1942- ) : シンガーソングライター。
- エステバン・アスクエ（スペイン語版）(1944- ) : 射撃選手。1977年世界選手権金メダル。
- アンヘル・レルチュンディ（スペイン語版）(1948-) : バスク語作家。
- ホセ・ルイス・コルタ（スペイン語版）(1949-) : ボート選手。
- イマノル・アルグアシル(1971-) : サッカー選手。
- オイアナ・ブランコ(1983-) : 女子柔道家。2009年世界選手権48kg級銀メダル。
- ヨス・エスナオラ（スペイン語版）(1986-) : サッカー選手。